# Friedrich Kipper
Friedrich Wilhelm Karl Kipper (* 10. Dezember 1885 in Berka an der Ilm, Thüringen; † 26. November 1939 im Landkreis Liegnitz, Schlesien) war ein deutscher Mediziner.

## Leben
In der ersten Hälfte der 1920er Jahre war Kipper Gerichtschemiker und 1. Assistent von Fritz Straßmann beim Institut für gerichtliche Medizin der Universität Berlin. Da Straßmann sich von ihm in dieser Funktion „ständig vertreten“ ließ, war Kipper Mitte der 1920er Jahre für die gerichtsmedizinische Begutachtung von Leichen zuständig, bei denen eine kriminelle Tat als Todesursache vermutet wurde.
1926 wechselte Kipper als Gerichtsarzt mit dem Rang eines Medizinalrats nach Stettin. 1929 heiratete er in Berlin Erna Maria Auguste Pieper (* 19. August 1895 in Berlin).
1939 war er als Kreisarzt und Leiter des staatlichen Gesundheitsamtes in Lüben nachweisbar. 

## Publikationen
- Untersuchungen über die Leitfähigkeit von Modellmembranen und deren Beeinflussung durch Narkotika, 1920.
- „Beitrag zum anatomischen und klinischen Bilde der Fluorvergiftung“, in: Medizinische Klinik Jg. 21 (1925) Nr. 23, S. 846–848. (mit Dyrenfurth)
- „Neue Ergebnisse bei mit Nitromunition angestellten Schießversuchen“, in: Deutsche Zeitschrift für die gesamte gerichtliche Medizin 5 (1925), S. 193–199.
- „Gerichtsärztliche Erfahrungen und experimentelle Untersuchung über Schußwirkungen“, in: Deutsche Zeitschrift für die gesamte gerichtliche Medizin 6 (1926), S. 60–79.
- „Kann mit Sicherheit aus dem Sektionsbefund allein auf die Anwendung eines bestimmten Giftes geschlossen werden?“, in: Deutsche Zeitschrift für die gesamte gerichtliche Medizin 8 (1926), S. 395–405.
- „Mord durch Erhängen“, in: Archiv für Kriminologie 78 (1926), S. 213–228.
- „Ein Fall von kogenitaler Ösophagusatresie mit Ösophagotrachealfistel“, in: Medizinische Klinik (1927) Nr. 36, S. 1377f.